# Guerciotti
La Guerciotti è un'azienda produttrice di biciclette fondata nel 1964 a Milano dai fratelli Italo e Paolo Guerciotti.
Nel corso degli anni ha sponsorizzato ed equipaggiato diverse squadre ciclistiche professionistiche: Fiorella Mocassini, Magniflex-Fam Cucine, Santini-Selle Italia, Alfa Lum, Dromedario-Sidermec, LPR, Miche, Serramenti PVC Diquigiovanni e Bardiani-CSF-Faizanè.
Attualmente fornisce biciclette a due squadre Continental: l'irlandese EvoPro Racing e la cambogiana Cambodia Cycling Academy, oltre a due squadre femminili, la Pro Cycling Team Fanini e la Charente-Maritime Women Cycling, e a numerose squadre giovanili.
La Guerciotti è celebre anche per la sezione ciclocross, sia per la produzione di biciclette sia per il suo gruppo sportivo, fondato nel 1977 e divenuto negli anni uno delle formazioni più vincenti della categoria.